# Frano Vićan
Frano Vićan, född 24 januari 1976 i Dubrovnik, är en kroatisk vattenpolomålvakt. Han ingick i Kroatiens landslag vid olympiska sommarspelen 2000, 2004, 2008 och 2012.
Vićan spelade tre matcher i herrarnas vattenpoloturnering i Sydney där lagets insats räckte till en sjundeplats. I Aten var Kroatien tia och i Peking sexa. Vićan fick spela sju matcher i Aten och sex i Peking. I London tog sedan Vićan OS-guld i herrarnas vattenpoloturnering. Han spelade två matcher i den turneringen.
Vićan tog VM-guld i samband med världsmästerskapen i simsport 2007 i Melbourne.